# Epsilontik

Eine Epsilon- bzw. ε-Umgebung um die Zahl a,
eingezeichnet auf der Zahlengeraden

Die Epsilontik ist ein Begriff aus der Analysis. Sie wird verwendet, um Begriffe wie Grenzwert oder Stetigkeit mathematisch exakt zu formulieren.
Die Bezeichnung leitet sich von dem griechischen Buchstaben Epsilon {\displaystyle (\varepsilon )} ab, der für eine (kleine) positive reelle Zahl steht. Zentraler Begriff in der Epsilontik ist die {\displaystyle \varepsilon }-Umgebung, also das offene Intervall {\displaystyle ]a-\varepsilon ,a+\varepsilon [} um eine reelle Zahl a.

## Anwendungen
Die Epsilontik wird zum Beispiel bei den folgenden Definitionen verwendet:
- Konvergenz einer Zahlenfolge gegen einen Grenzwert
- Cauchy-Folge
- Grenzwert von Funktionen
- Stetigkeit und gleichmäßige Stetigkeit einer Funktion

## Historisches
Die Epsilontik geht auf Karl Weierstraß  zurück, der erstmals die {\displaystyle \varepsilon }-Umgebungen zur Definition des Grenzwerts eingeführt hat. Hatte man vorher intuitiv mit Bewegungsvorstellungen argumentiert – „strebt gegen“ oder „wird beliebig klein“ –, so stellte nun die Epsilontik den Grenzwertbegriff auf ein stabiles mathematisches Fundament, das exakte Definitionen und Beweise ermöglicht. Dies war ein wichtiger Beitrag für die gesamte Analysis, für die der Grenzwertbegriff von zentraler Bedeutung ist.

## Beispiel
Das Vorgehen mit Hilfe der Epsilontik soll am Beispiel der Definition für die Konvergenz einer Zahlenfolge und einem entsprechenden Beweis für eine konkrete Folge gezeigt werden.

### Definition
Eine Folge reeller Zahlen {\displaystyle (f_{n})_{n\in \mathbb {N} }} konvergiert gegen den Grenzwert {\displaystyle g}, wenn es zu jeder Zahl {\displaystyle \varepsilon \in \mathbb {R} } mit {\displaystyle \varepsilon >0} eine Zahl {\displaystyle n_{0}\in \mathbb {N} } gibt, so dass für jeden Index {\displaystyle n>n_{0}} gilt: {\displaystyle |f_{n}-g|<\varepsilon }.
Oder in den beiden gebräuchlichen Quantoren-Schreibweisen:
Eine Folge reeller Zahlen {\displaystyle f_{n}} konvergiert genau dann gegen den Grenzwert {\displaystyle g}, wenn
| 1             | {\displaystyle \bigwedge _{\varepsilon >0}} | {\displaystyle \bigvee _{n_{0}\in \mathbb {N} }}        | {\displaystyle \bigwedge _{n>n_{0}}}   | {\displaystyle \left\|f_{n}-g\right\|<\varepsilon } |
| 2             | {\displaystyle \forall \varepsilon >0}      | {\displaystyle \exists n_{0}\in \mathbb {N} }           | {\displaystyle \forall n>n_{0}:}       | {\displaystyle \left\|f_{n}-g\right\|<\varepsilon } |
| zu lesen als: | Für alle Epsilon größer null                | existiert ein {\displaystyle n_{0}}, für das gilt, dass | für alle {\displaystyle n>n_{0}} gilt: | Betrag von fn minus g ist kleiner als Epsilon.      |

Das bedeutet, dass es für jede noch so kleine positive Zahl {\displaystyle \varepsilon } einen Index {\displaystyle n_{0}} gibt – der im Allgemeinen von {\displaystyle \varepsilon } abhängt –, so dass alle weiteren Folgenglieder in der {\displaystyle \varepsilon }-Umgebung des Grenzwertes liegen.

### Satz
Die Folge {\displaystyle (f_{n})_{n\in \mathbb {N} }:=({\tfrac {1}{n}})_{n\in \mathbb {N} }} konvergiert gegen den Grenzwert {\displaystyle g:=0}.

### Beweis
Es sei {\displaystyle \varepsilon } > 0, d. h. eine {\displaystyle \varepsilon }-Umgebung des Grenzwertes wird vorgegeben.
Der Ausdruck
{\displaystyle |f_{n}-g|={\frac {1}{n}}}
soll nun für {\displaystyle n>n_{0}} kleiner als {\displaystyle \varepsilon } werden. Dies wird erreicht, wenn man {\displaystyle n_{0}} so wählt, dass {\displaystyle n_{0}>{\tfrac {1}{\varepsilon }}} ist.
Denn dann ist für alle {\displaystyle n>n_{0}}
{\displaystyle |f_{n}-g|={\frac {1}{n}}<{\frac {1}{n_{0}}}<\varepsilon }.

## Verallgemeinerungen
Der Begriff der {\displaystyle \varepsilon }-Umgebung einer Zahl auf der Zahlengeraden, kann auf die kreisförmige offene Umgebung in der Ebene, die kugelförmige im Raum oder allgemein zum Begriff der {\displaystyle \varepsilon }-Umgebung in metrischen Räumen verallgemeinert werden.
Eine weitere Verallgemeinerung stellt der Begriff der offenen Menge in einem topologischen Raum dar.